# Lesław Gajek
Lesław Stefan Gajek (ur. 7 czerwca 1956 w Łodzi) – polski matematyk i statystyk, profesor nauk matematycznych. W latach 1999–2001 prezes Zakładu Ubezpieczeń Społecznych, w latach 2008–2017 zastępca przewodniczącego Komisji Nadzoru Finansowego.

## Życiorys
Po ukończeniu studiów uzyskiwał stopnie naukowe doktora i doktora habilitowanego. W 1999 otrzymał tytuł profesora nauk matematycznych. Specjalizuje się w szczególności w szacowaniu ryzyka ubezpieczeniowego, inwestycyjnego oraz wycenie planów emerytalnych. Zawodowo związany z Politechniką Łódzką, gdzie doszedł do stanowiska profesora zwyczajnego w Instytucie Matematyki. Pełnił na tej uczelni m.in. funkcję dziekana Wydziału Fizyki Technicznej, Informatyki i Matematyki Stosowanej. Pracował również w Instytucie Matematycznym PAN oraz w Instytucie Matematyki Stosowanej i Mechaniki Uniwersytetu Warszawskiego. Wykładał także na uniwersytetach w Dortmundzie i Halle (Saale), a także pełnił funkcję redaktora naczelnego „Journal of Applied Analysis”.
Był doradcą do spraw ubezpieczeń „Solidarności” oraz Centrum im. Adama Smitha, a w latach 1998–1999 ministra pracy i polityki socjalnej Longina Komołowskiego. W październiku 1999 zastąpił Stanisława Alota na stanowisku prezesa ZUS, które zajmował do 17 maja 2001. 22 kwietnia 2008 został powołany na stanowisko zastępcy przewodniczącego Komisji Nadzoru Finansowego. 16 lutego 2017 został odwołany z tej funkcji.
Autor publikacji książkowych i artykułów naukowych m.in. z zakresu matematyki ubezpieczeniowej. Wśród wypromowanych przez niego doktorów znaleźli się m.in. Piotr Pokarowski (1998) i Andrzej Okolewski (2000).